# Flat Earth Society

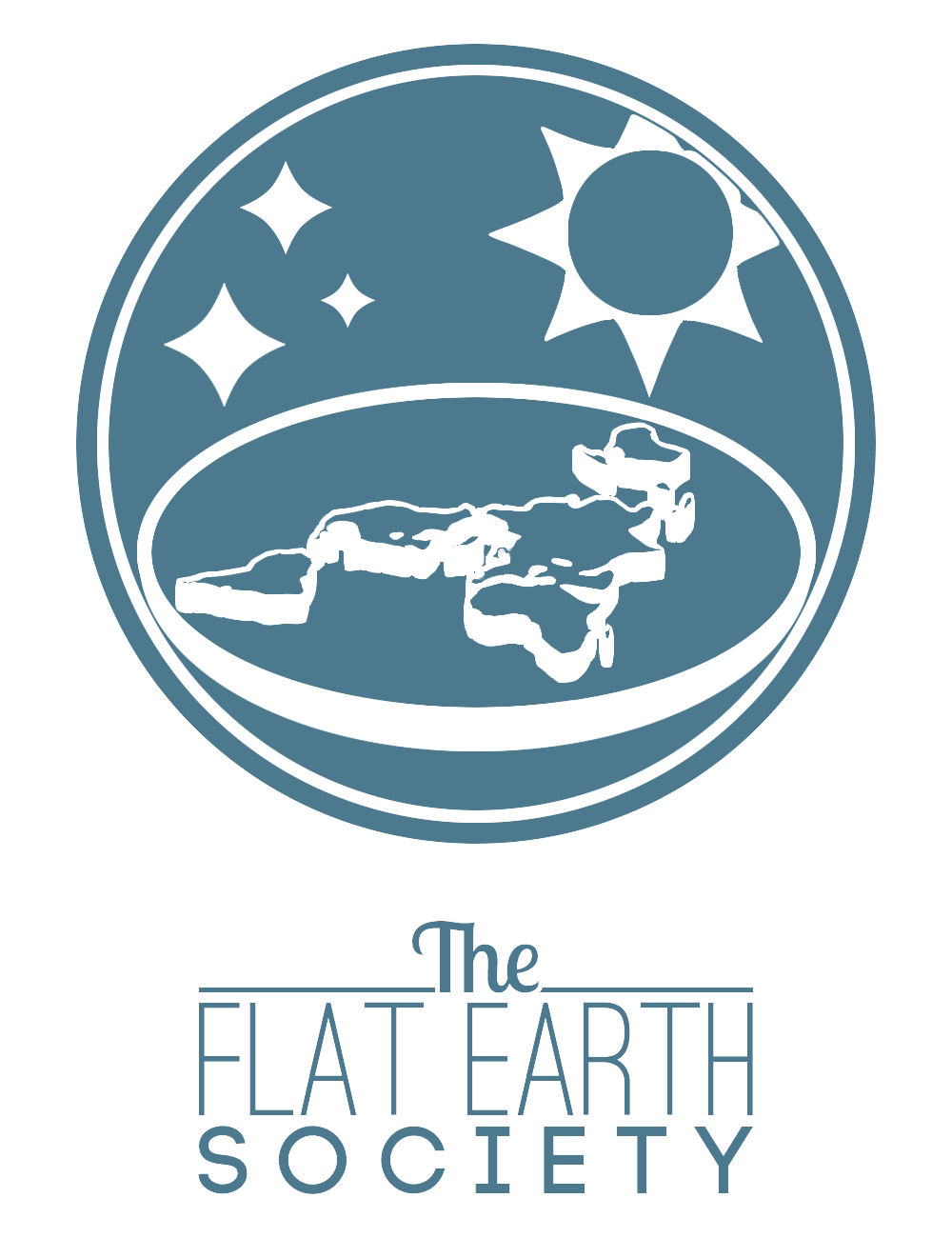
Logotypen för Flat Earth Society

The Flat Earth Society var en organisation som verkade för att presentera och sprida sin teori om en platt jord istället för sfärisk, och att solen kretsar kring jorden. Organisationen grundades av engelsmannen Samuel Shenton 1956 och leddes senare av Charles K. Johnson från Lancaster. Organisationen upphörde i och med Johnsons död 2001, men flera webbforum med liknande namn har startats sedan dess, med en liten grupp aktiva.
Sällskapet Flat Earth Society grundade sin uppfattning på boken "Zetetic astronomy - Earth Not a Globe", av den brittiske uppfinnaren Samuel Rowbotham (1816–1884), som även grundade "Zetetic society". Han föreslog att jorden var ett plan med center vid nordpolen, och omgavs av Antarktis som är en vägg av is. 
Förespråkarna har formulerat en rad argument för sin uppfattning och komplicerade försök till naturvetenskapliga förklaringar till observationer som tycks motsäga deras uppfattning. Argumenten beskrevs som ad hoc-teorier och konspirationsteorier.
En satirisk organisation var Flat Earth Society of Canada, som bildades 1970 av en grupp kända kanadensiska intellektuella. Organisationen publicerade nyhetsbrevet The Official Chronicle, med humoristiska övertoner. Medlemmarna kallade sig planoterrestrialister, men av sina formuleringar att döma trodde inte medlemmarna på teorier om platt jord. Organisationen sa sig ha som mål att "bekämpa människors blinda tilltro till teorier" och "att återställa människans förtroende för sina egna sinnesintryck".